# Militia Sanctae Mariae

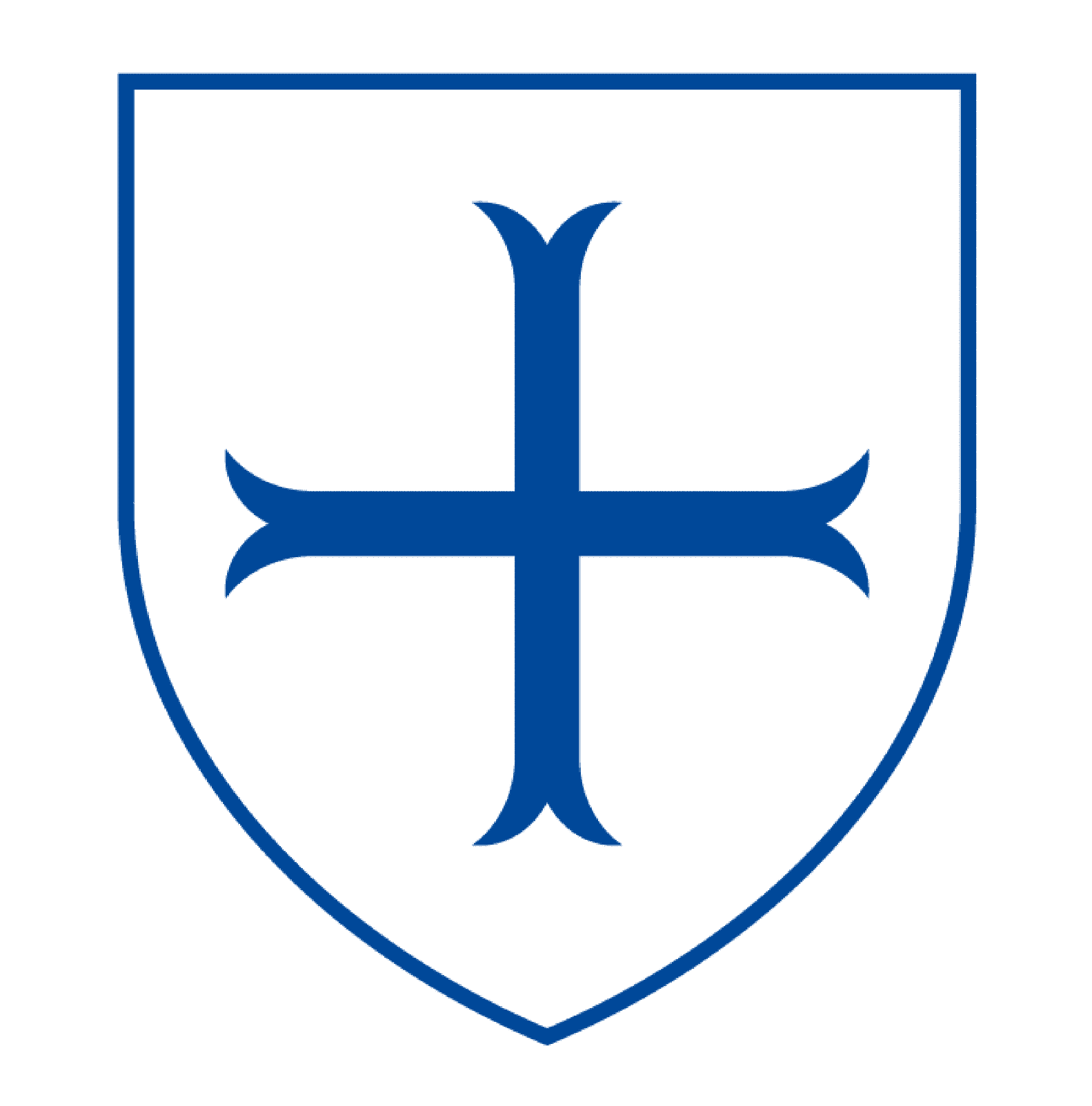
Wappen der Militia Sanctae Mariae

Militia Sanctae Mariae (dt. offiziell Orden der Ritter Unserer Lieben Frau, franz. Ordre des chevaliers de Notre-Dame) ist eine Bruderschaft innerhalb der katholischen Kirche. Sie wurde 1945 von Gerard Lafond, einem französischen Laien, der später Benediktiner wurde, gegründet und 1964 durch Bischof Roger Michon von Chartres als Bruderschaft kanonisch errichtet. Ihre Spiritualität lehnt sich, eigenen Angaben zufolge, an die Ordensregeln des Heiligen Bernhard von Clairvaux für die Tempelritter an. Die Profess neuer Ritter findet in der Kathedrale Notre-Dame de Chartres statt. Die Ritter weihen sich nach dem Motto ‚Totus tuus‘ in einem Ritus der von dem Heiligen Louis-Marie Grignion de Montfort begründet wurde, ganz der Muttergottes.